# Premi Goya 2000
La cerimonia di premiazione della 14ª edizione dei Premi Goya si è svolta il 29 gennaio 2000 all'Auditorio de Barcelona.
Tutto su mia madre di Pedro Almodóvar ha vinto sette premi su quattordici candidature.

## Vincitori e candidati
I vincitori sono indicati in grassetto, a seguire gli altri candidati.

### Miglior film
- Tutto su mia madre (Todo sobre mi madre), regia di Pedro Almodóvar
- Cuando vuelvas a mi lado, regia di Gracia Querejeta
- La lingua delle farfalle (La lengua de las mariposas), regia di José Luis Cuerda
- Solas, regia di Benito Zambrano

### Miglior regista
- Pedro Almodóvar - Tutto su mia madre (Todo sobre mi madre)
- Gracia Querejeta - Cuando vuelvas a mi lado
- José Luis Cuerda - La lingua delle farfalle (La lengua de las mariposas)
- Benito Zambrano - Solas

### Miglior attore protagonista
- Francisco Rabal - Goya (Goya en Burdeos)
- Fernando Fernán Gómez - La lingua delle farfalle (La lengua de las mariposas)
- Jordi Mollà - Seconda pelle (Segunda piel)
- José María Pou - Amico amante (Amic/Amat)

### Migliore attrice protagonista
- Cecilia Roth - Tutto su mia madre (Todo sobre mi madre)
- Ariadna Gil - Lágrimas negras
- Carmen Maura - Lisboa
- Mercedes Sampietro - Cuando vuelvas a mi lado

### Miglior attore non protagonista
- Juan Diego - París Tombuctú
- Álex Angulo - Muertos de risa
- José Coronado - Goya (Goya en Burdeos)
- Mario Gas - Amico amante (Amic/Amat)

### Migliore attrice non protagonista
- María Galiana - Solas
- Adriana Ozores - Cuando vuelvas a mi lado
- Candela Peña - Tutto su mia madre (Todo sobre mi madre)
- Julieta Serrano - Cuando vuelvas a mi lado

### Miglior attore rivelazione
- Carlos Álvarez - Solas
- Eduard Fernández - Los lobos de Washington
- Luis Tosar - Flores de otro mundo
- Manuel Lozano - La lingua delle farfalle (La lengua de las mariposas)

### Migliore attrice rivelazione
- Ana Fernández - Solas
- Antonia San Juan - Tutto su mia madre (Todo sobre mi madre)
- María Botto - Celos - Gelosia (Celos)
- Silvia Abascal - La fuente amarilla

### Miglior regista esordiente
- Benito Zambrano - Solas
- Miguel Bardem - La mujer más fea del mundo
- María Ripoll - Lluvia en los zapatos
- Mateo Gil - Nadie conoce a nadie

### Miglior sceneggiatura originale
- Benito Zambrano - Solas
- Gracia Querejeta, Elías Querejeta e Manuel Gutiérrez Aragón - Cuando vuelvas a mi lado
- Icíar Bollaín e Julio Llamazares - Flores de otro mundo
- Pedro Almodóvar - Tutto su mia madre (Todo sobre mi madre)

### Miglior sceneggiatura non originale
- Rafael Azcona, José Luis Cuerda e Manuel Rivas - La lingua delle farfalle (La lengua de las mariposas)
- Josep Maria Benet i Jornet - Amic/Amat
- Paz Alicia Garciadiego - Nessuno scrive al colonnello (El Coronel no tiene quien le escriba)
- Elvira Lindo e Miguel Albaladejo - Manolito Gafotas

### Miglior produzione
- Esther García - Tutto su mia madre (Todo sobre mi madre)
- Carmen Martínez - Goya (Goya en Burdeos)
- Emiliano Otegui - La lingua delle farfalle (La lengua de las mariposas)
- Eduardo Santana - Solas

### Miglior fotografia
- Vittorio Storaro - Goya (Goya en Burdeos)
- Javier Salmones - La lingua delle farfalle (La lengua de las mariposas)
- Affonso Beato - Tutto su mia madre (Todo sobre mi madre)
- Paco Femenia - Volavérunt

### Miglior montaggio
- José Salcedo - Tutto su mia madre (Todo sobre mi madre)
- Julia Juániz - Goya (Goya en Burdeos)
- Nacho Ruiz Capillas - La lingua delle farfalle (La lengua de las mariposas)
- Fernando Pardo - Solas

### Miglior colonna sonora
- Alberto Iglesias - Tutto su mia madre (Todo sobre mi madre)
- Ángel Illarramendi, Andrés Vázquez, Hugo Westerdahl e Gregorio Lozano - Cuando vuelvas a mi lado
- Alejandro Amenábar - La lingua delle farfalle (La lengua de las mariposas)
- Antonio Meliveo - Solas

### Miglior scenografia
- Pierre-Louis Thevenet - Goya (Goya en Burdeos)
- Josep Rosell - La lingua delle farfalle (La lengua de las mariposas)
- Antxón Gómez - Tutto su mia madre (Todo sobre mi madre)
- Luis Vallés - Volavérunt

### Migliori costumi
- Pedro Moreno - Goya (Goya en Burdeos)
- Sonia Grande - La lingua delle farfalle (La lengua de las mariposas)
- José María Cossio e Sabine Daigeler - Tutto su mia madre (Todo sobre mi madre)
- Francia Squarciapino - Volavérunt

### Miglior trucco e acconciatura
- José Quetglás, Susana Sánchez e Blanca Sánchez - Goya (Goya en Burdeos)
- Ana López Puigcerver e Teresa Rabal - La lingua delle farfalle (La lengua de las mariposas)
- Juan Pedro Hernández e Jean Jacques Puchu - Tutto su mia madre (Todo sobre mi madre)
- Lourdes Briones, Paillete, Manolo Carretero e Annie Marandin - Volavérunt

### Miglior sonoro
- Miguel Rejas, José Antonio Bermúdez e Diego Garrido - Tutto su mia madre (Todo sobre mi madre)
- Carlos Faurolo, Alfonso Pino, Alfonso Raposo e Jaime Fernández - Goya (Goya en Burdeos)
- Daniel Goldstein, Ricardo Steinberg e Patrick Ghislain - La lingua delle farfalle (La lengua de las mariposas)
- Jorge Marín, Patrick Ghislain e Carlos Faruolo - Solas

### Migliori effetti speciali
- Raúl Romanillos, Manuel Horrillo e José Núñez e Emilio Ruiz del Río - Nadie conoce a nadie
- Reyes Abades e Fabrizio Storaro - Goya (Goya en Burdeos)
- Reyes Abades, Poli Cantero e José María Aragonés - La ciudad de los prodigios
- Alejandro Álvarez, José Alvarez, David Martí e Reyes Abades - La mujer más fea del mundo

### Miglior film d'animazione
- Goomer, regia di José Luis Feito e Carlos Varela

### Miglior film europeo
- La vita è bella, regia di Roberto Benigni
- Gatto nero, gatto bianco (Crna macka, beli macor), regia di Emir Kusturica
- Ricomincia da oggi (Ça commence aujourd'hui), regia di Bertrand Tavernier
- La cena dei cretini (Le dîner de cons), regia di Francis Veber

### Miglior film straniero in lingua spagnola
- La vita è un fischio (La vida es silbar), regia di Fernando Pérez
- Del olvido al no me acuerdo (Del olvido al no me acuerdo), regia di Juan Carlos Rulfo
- Colpo di stadio (Golpe de estadio), regia di Sergio Cabrera
- Mondo grua (Mundo grúa), regia di Pablo Trapero

### Miglior cortometraggio
- Siete cafés por semana, regia di Juana Macías Alba
- Back room, regia di Guillem Morales
- El paraíso perdido, regia di Jaime Marqués
- Lencería de ocasión, regia di Teresa Marcos
- Obsesión, regia di Carlos Esteban

### Miglior cortometraggio documentario
- Lalia, regia di Sílvia Munt
- El olvido de la memoria, regia di Iñaki Elizalde
- Positivo, regia di Pilar García Elegido

### Miglior cortometraggio d'animazione
- Los girasoles, regia di José Lagares e Manuel Lagares
- Animal, regia di Miguel Díez Pérez
- Podría ser peor, regia di Damián Perea Lezcano
- Smoke city, regia di Eduardo Martín, Mario Terradas e Víctor Fernández
- William Wilson, regia di Jorge Dayas

### Premio Goya alla carriera
- Antonio Isadi-Isasmendi